# Il duello (film 1966)
Il duello (Duel Personality) è un film del 1966 diretto da Chuck Jones e Maurice Noble. È il sedicesimo dei 34 cortometraggi animati della serie Tom & Jerry prodotti da Jones con il suo studio Sib-Tower 12 Productions. Venne distribuito dalla Metro-Goldwyn-Mayer il 20 gennaio 1966.

## Trama
In una villa, Tom cerca di schiacciare Jerry con una palla pesante attaccata a una corda. A un certo punto i due si fermano e decidono di sfidarsi in un duello. Si affrontano utilizzando ogni tipo di arma: pistole, spade, arco e frecce, cannoni e fionde. Ogni tentativo, però, finisce puntualmente in pareggio, con nessuno dei due che riesce a eliminare l'altro. Alla fine, i due tornano a inseguirsi all'interno della villa come all'inizio. Jerry si ferma di nuovo e propone a Tom un altro duello, che però stavolta il gatto rifiuta. Tom ricomincia perciò a inseguire il topo schiaffeggiandolo con un guanto lungo un corridoio.